# Tres Porteñas
Tres Porteñas es una localidad y distrito ubicado en el departamento San Martín de la provincia de Mendoza, Argentina. 
Se desarrolló sobre la estación Tres Porteñas del Ferrocarril General San Martín, punta de rieles de un ramal que se extendía entre esta localidad y Palmira. Se encuentra al este de la Ruta Provincial 41, que la vincula al sur con San Martín y al norte con Nueva California.
El nombre del distrito deriva de las esposas de Robustiano García Ibarra, Emilio Fernández y Jesús María de Bayo, que eran porteñas: ellas eran Susana Górgola de Bayo, Juanita Górgola de Fernández y Ana Luisa Molina de García, esta última fue la única de las porteñas que vivió en el distrito y como dato informativo estaba relacionada con importantes familias porteñas y era pariente por vía materna de Camila O'Gorman. En tanto su hija María Rosa García de André (1901-2001) fue nuera del reconocido ingeniero Gustavo André.--
Es de gran importancia también la historia de la bodega del español Antonio Reina (1870-1929), quién dio vida y trabajo a este distríto y quién además donó tierras para la construcción de la escuela España en 1921. En 1996 al cumplirse los 75 años de la creación del establecimiento se realizó un acto emotivo que congregó a sus descendientes y pobladores de la zona, entre ellos exalumnos.-
En la zona se destaca el cultivo de vid, más algunos cultivos hortícolas y pasturas; algunas de las bodegas de la zona exportan.
Su escuela data de 1927. El Club Deportivo Social y Cultural de la localidad participó por primera vez de un torneo federal de fútbol (el Torneo del Interior) en 2011.
La escuela 4-145 "Dr. Armando S. Figueroa" es la escuela técnica secundaria de la localidad a la cual asisten más de 400 alumnos.